# Nymphatelinidae
De Nymphatelinidae zijn een familie van uitgestorven kreeftachtigen uit de klasse van de Ostracoda (mosselkreeftjes).

## Geslacht
- Nymphatelina Siveter, Siveter, Sutton & Briggs, 2007 †